# Гаваонитяне
Гаваонитяне (гибеонитяне; также евеи) — ханаанский народ, жители древнего ханаанского города Гаваона (Гибеона); во время завоевания Ханаана евреями (1272—1244 годы до н. э.) хитростью добившиеся пощады от их предводителя Иисуса Навина (Иошуи, преемника Моисея); были обращены в рабов для исполнения религиозных обязанностей при Скинии.

## Библейская история

### Хитрость гаваонитян
Гаваонитяне принадлежали к хивитскому (евеи) племени, которое проявляло склонность к республиканскому образу правления: город Гаваон управлялся старейшинами и народом (Нав. 9:11). Во время наступательного движения Иисуса Навина, опасаясь подвергнуться такой же участи, как города Иерихон и Ай (Гай), гаваонитяне прислали к нему послов, в запылённой и износившейся одежде, которые заявили израильским старейшинам, что прибыли из отдалённой страны, куда донеслись слухи о великих победах Израиля, и просили о заключении с ними союза. Ввиду того, что израильтянам было строго запрещено вступать в мирные договоры только с жителями Ханаана (Числ., 33, 55), Иошуа, полагая, что имеет дело действительно с отдалённым народом, заключил с ними мирный договор, скреплённый взаимной клятвой.
Но затем обнаружилось, что послы пришли на самом деле из находившегося неподалеку города Гаваона. Договор, хотя и достигнутый хитростью, считался священным: жители Гаваона были пощажены, но в наказание за обман были обращены в рабов для исполнения религиозных обязанностей в скинии (Нав. 9).
Пока Иисус Навин (Иошуа) находился на севере, пять южных царей заключили между собой договор, имевший целью наказать жителей Гаваона за их присоединение к израильтянам. Иисус Навин поспешил на помощь к своим союзникам. У Маккеды произошла битва, окончившаяся полным поражением союзных царей. Буря с градом, разразившаяся во время сражения, оказалась для них более гибельной, чем мечи израильтян (Нав. 10:11). По молитве Иошуи Солнце остановилось в Гаваоне, а Луна — в долине Аялон, чтобы дать возможность израильтянам засветло с успехом окончить начатое сражение (Нав. 10:1213а). Бежавшие цари были найдены в пещере, вход в которую был завален камнями, в Маккеде; по окончании преследования бежавшего неприятеля их казнили.

### Рабское пребывание
В этом рабском состоянии они пребывали довольно долгое время. Позже библейская история рассказывает, что, чтобы доказать израильтянам своё религиозное рвение, во время припадка бешенства Саул подвёрг жестокому избиению многих из язычников-гаваонитян (II Сам., 21, 2 и сл.). Уцелевшие члены племени, с разрешения Давида, жестоко отомстили, умертвив семь потомков Саула: два его сына и пять внуков, выданные Давидом гаваонитянам, были повешены ими в Сауловом городе Гиве (2Цар. 21:1—9). «…и отдал их в руки Гаваонитян, и они повесили их на горе пред Господом. И погибли все семь вместе; они умерщвлены в первые дни жатвы, в начале жатвы ячменя» (2Цар. 21:9). В последующее время о гаваонитянах уже не говорится как об особом племени.

### После вавилонского плена
По возвращении из Вавилонского плена гаваонитяне восстановили часть иерусалимской стены, примыкавшую к Старым воротам в западной части города (Неем. 3:7); однако возможно, что подразумеваются уже не древние гаваонитяне из племени евеев, а просто израильтяне, бывшие родом из Гаваона. Упоминаются несколько лиц, происходивших от гаваонитян, как например, гаваонитянине Ишмаия, начальник тридцати храбрых Давида; Мелатия, помогавший вместе с другими гаваонитянами в восстановлении Иерусалимской стены в дни Неемии (Неем. 3:7); Ананий-лжепророк, противник Иеремии (Иер. XXVIII, 1, 10, 12 и др.); но все означенные лица, возможно, были не столько потомки древних евеев, сколько вениамитяне, родившиеся в Гаваоне.